# شوكي المنقار الشرقي
شوكي المنقار الشرقي (الاسم العلمي: Acanthorhynchus tenuirostris)، نوع من طيور آكلات العسل الموجودة في جنوب شرق أستراليا في مناطق الغابات والأراضي الحرجية، وكذلك الحدائق في المناطق الحضرية في كانبيرا وسيدني وملبورن. يبلغ طوله حوالي 15 سم، وريشهُ ذو ألوان سوداء وبيضاء وكستنائية مميزة وعين حمراء ومنقار طويل من الأسفل.